# Синьо-жълт костур
Синьо-жълтите костури (Aulacocephalus temminckii) са вид актиноптери от семейство Серанови (Serranidae).
Те са незастрашен вид.
Таксонът е описан за пръв път от Питер Блекер през 1854 година.